# Mentone
Mentone es un lugar designado por el censo ubicado en el condado de Loving en el estado estadounidense de Texas. En el Censo de 2010 tenía una población de 19 habitantes y una densidad poblacional de 43,15 personas por km².

## Geografía
Mentone se encuentra ubicado en las coordenadas 31°42′27″N 103°35′56″O / 31.70750, -103.59889. Según la Oficina del Censo de los Estados Unidos, Mentone tiene una superficie total de 0.44 km², de la cual 0.44 km² corresponden a tierra firme y (0%) 0 km² es agua.

## Demografía
Según el censo de 2010, había 19 personas residiendo en Mentone. La densidad de población era de 43,15 hab./km². De los 19 habitantes, Mentone estaba compuesto por el 84.21% blancos, el 0% eran afroamericanos, el 5.26% eran amerindios, el 0% eran asiáticos, el 0% eran isleños del Pacífico, el 0% eran de otras razas y el 10.53% pertenecían a dos o más razas. Del total de la población el 21.05% eran hispanos o latinos de cualquier raza.